# جبل مدحاء
 جبل مدحاء هي سلسلة جبلية في ولاية مدحاء في محافظة مسندم ، في أقصى الشمال من سلطنة عمان. ولاية مدحاء هي إحدى الولايات التابعة لمحافظة مسندم في سلطنة عمان، وهي جيب خارجي إذ تحيط بها دولة الإمارات من كل الجهات. تقع بين سلاسل جبلية ومحاطة بإمارات الشارقة والفجيرة ورأس الخيمة - سكانها نحو 3 آلاف. يصلها بالإمارات عدة مراكز حدودية ويفصلها من المناطق الأخرى سياج حدودي.
تقع هذه الولاية على الطريق المؤدي من مدينة خورفكان التابعة لإمارة الشارقة إلى إمارة الفجيرة.

ويوجد في « جبل الروضة » مجموعة من متنوعة من الطيور ومن الثديات لا سيما الثعالب. وتتواجد في العديد من أجزاءه من الأشجار سلم (شجر) و السمر و السدر و الغاف.
كما يوجد في « جبال خريمة» طيور برية مختلفة كـالقمري و الحجل و الصفرد و حمام البري المطوق و الأسرد و الحجل الرملي و فاختة النخيل و القبرة الصحراوية.
.